# Špičky
Špičky (německy Speitsch) jsou obec v okrese Přerov v Olomouckém kraji. Žije zde 268 obyvatel.

## Název
Nejstarší doklad z roku 1169 má podobu Stpicki. Zřejmě se jedná o množné číslo zdrobněliny stpička od základního stpicě - „paprsek kola“. Vesnice tak byla snad nazvána podle podoby. Též bylo možným základem slovo špice (doklad z počátku 14. století hlásící se k roku 1201 má Spiczki) a místní jméno by pak odkazovalo na polohu vesnice na kopcích.

## Historie
První písemná zmínka o obci pochází z roku 1169.

## Obyvatelstvo
| Rok            | 1869 | 1880 | 1890 | 1900 | 1910 | 1921 | 1930 | 1950 | 1961 | 1970 | 1980 | 1991 | 2001 | 2011 | 2021 |
| -------------- | ---- | ---- | ---- | ---- | ---- | ---- | ---- | ---- | ---- | ---- | ---- | ---- | ---- | ---- | ---- |
| Počet obyvatel | 389  | 354  | 390  | 379  | 384  | 380  | 429  | 328  | 369  | 356  | 327  | 300  | 305  | 275  | 275  |
| Počet domů     | 66   | 74   | 74   | 71   | 72   | 74   | 80   | 82   | 83   | 76   | 79   | 85   | 91   | 93   | 94   |

## Obecní správa
Mezi lety 1869–1983 Špičky byly obcí v okrese Hranice (1890–1950) a později v okrese Přerov. Od 1. července 1983 do 31. prosince 1991 patřily jako část městyse k Hustopečím nad Bečvou a od 1. ledna 1992 jsou opět samostatnou obcí.

### Obecní symboly
Znak a vlajka byly obci uděleny rozhodnutím předsedy Poslanecké sněmovny Parlamentu České republiky dne 31. ledna 2002.

## Pamětihodnosti
- Kostel svatého Šimona a Judy

## Galerie

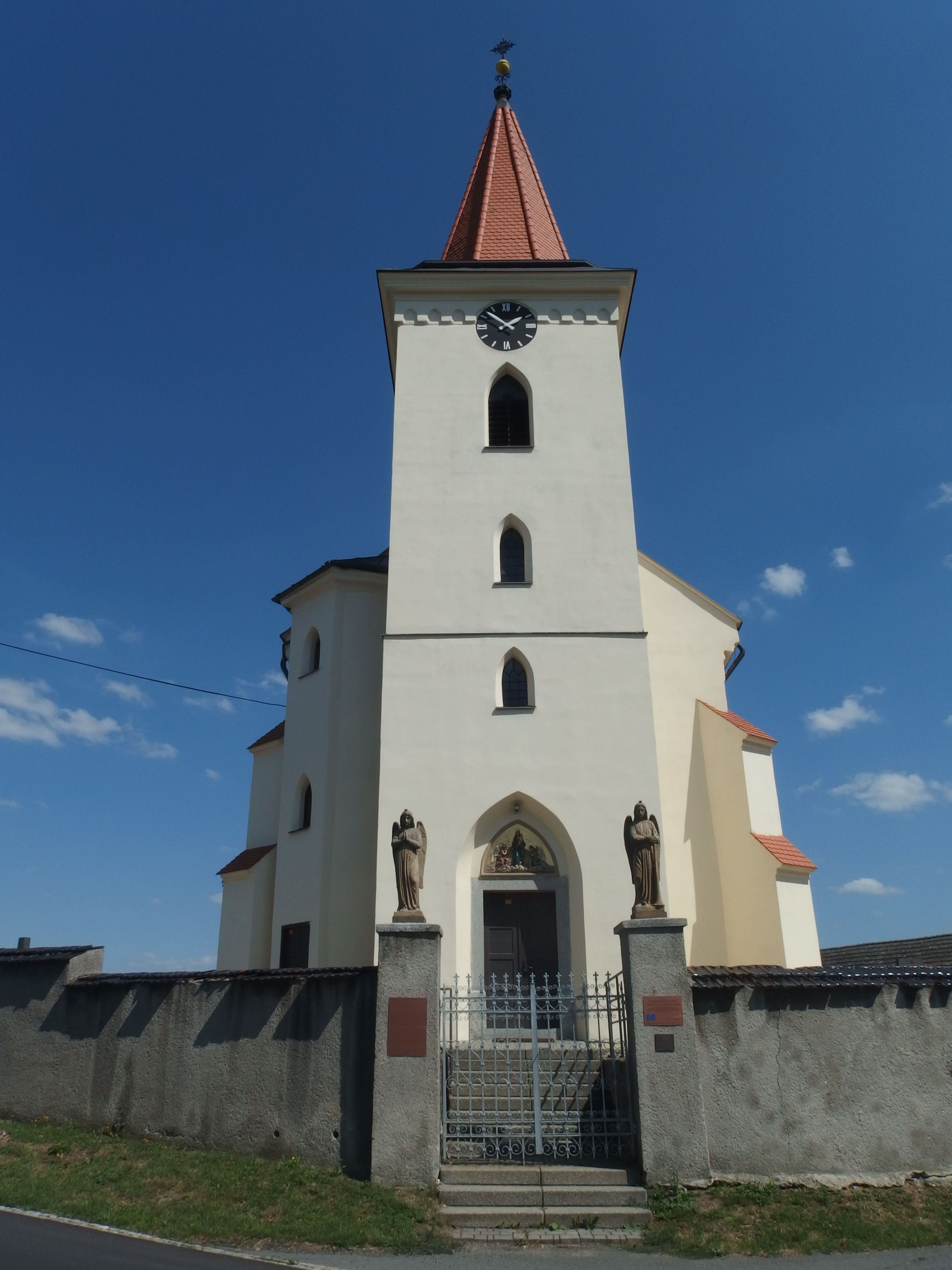
Kostel sv. Šimona a Judy
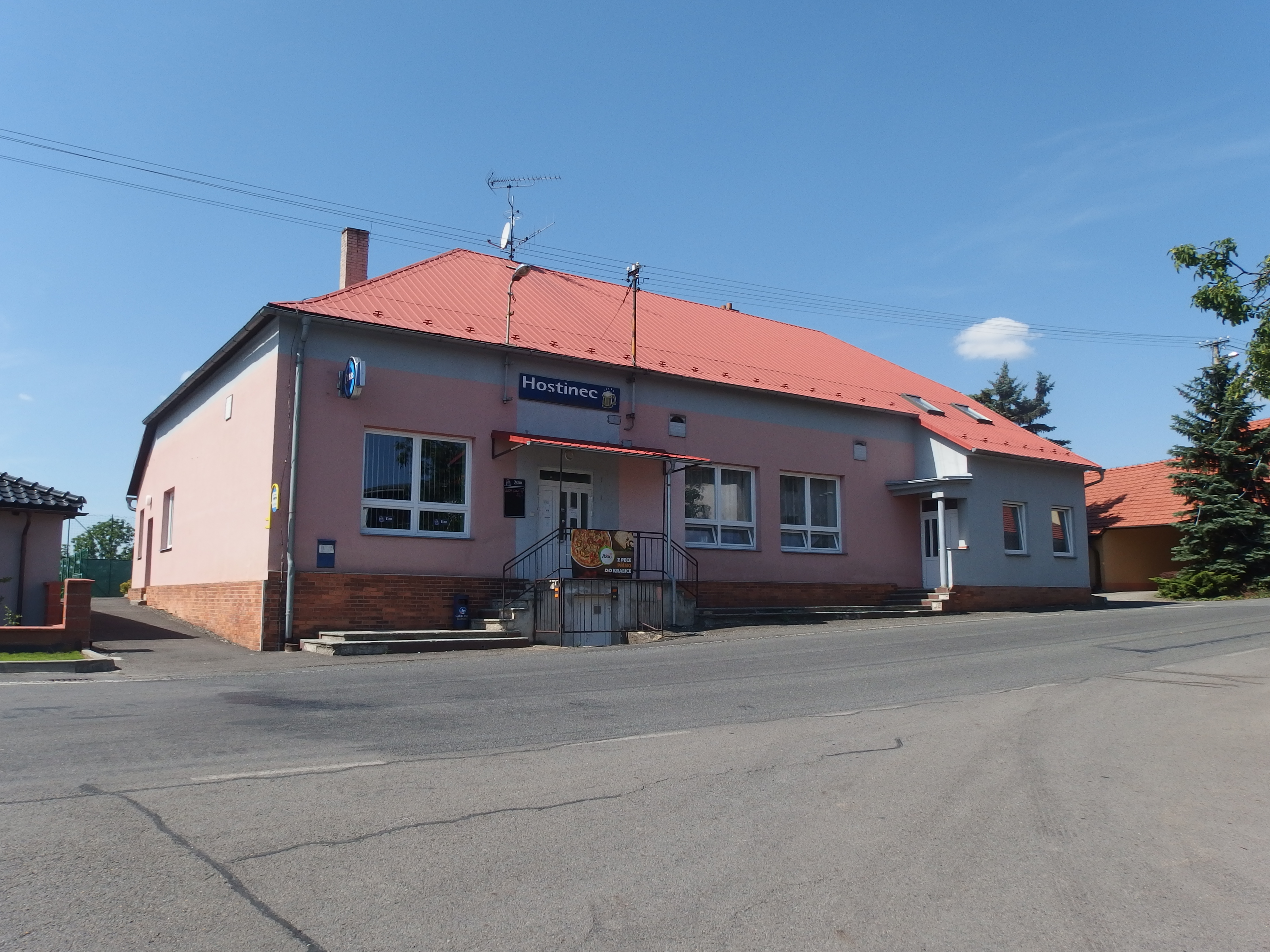
Hospoda
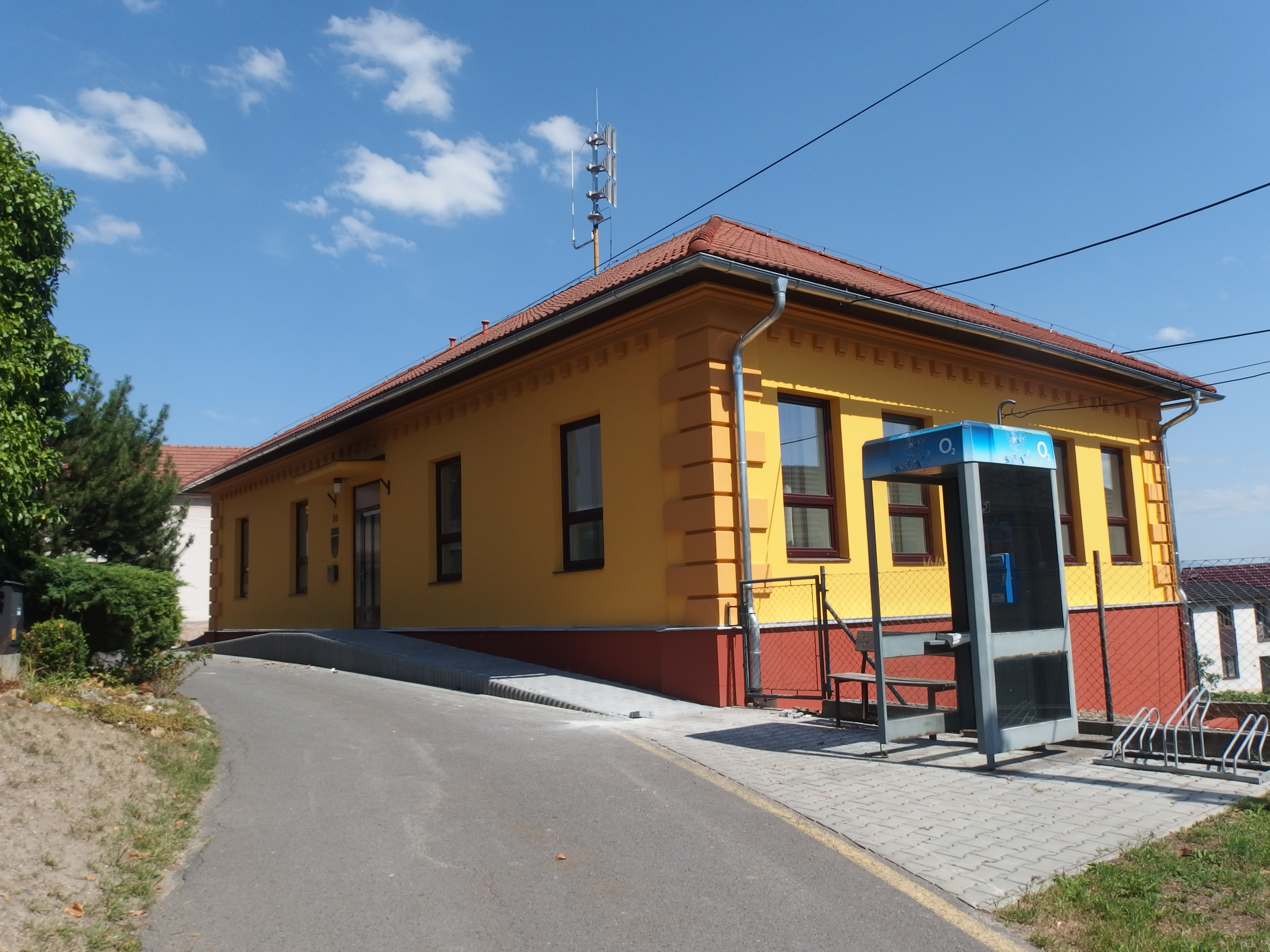
Obecní úřad
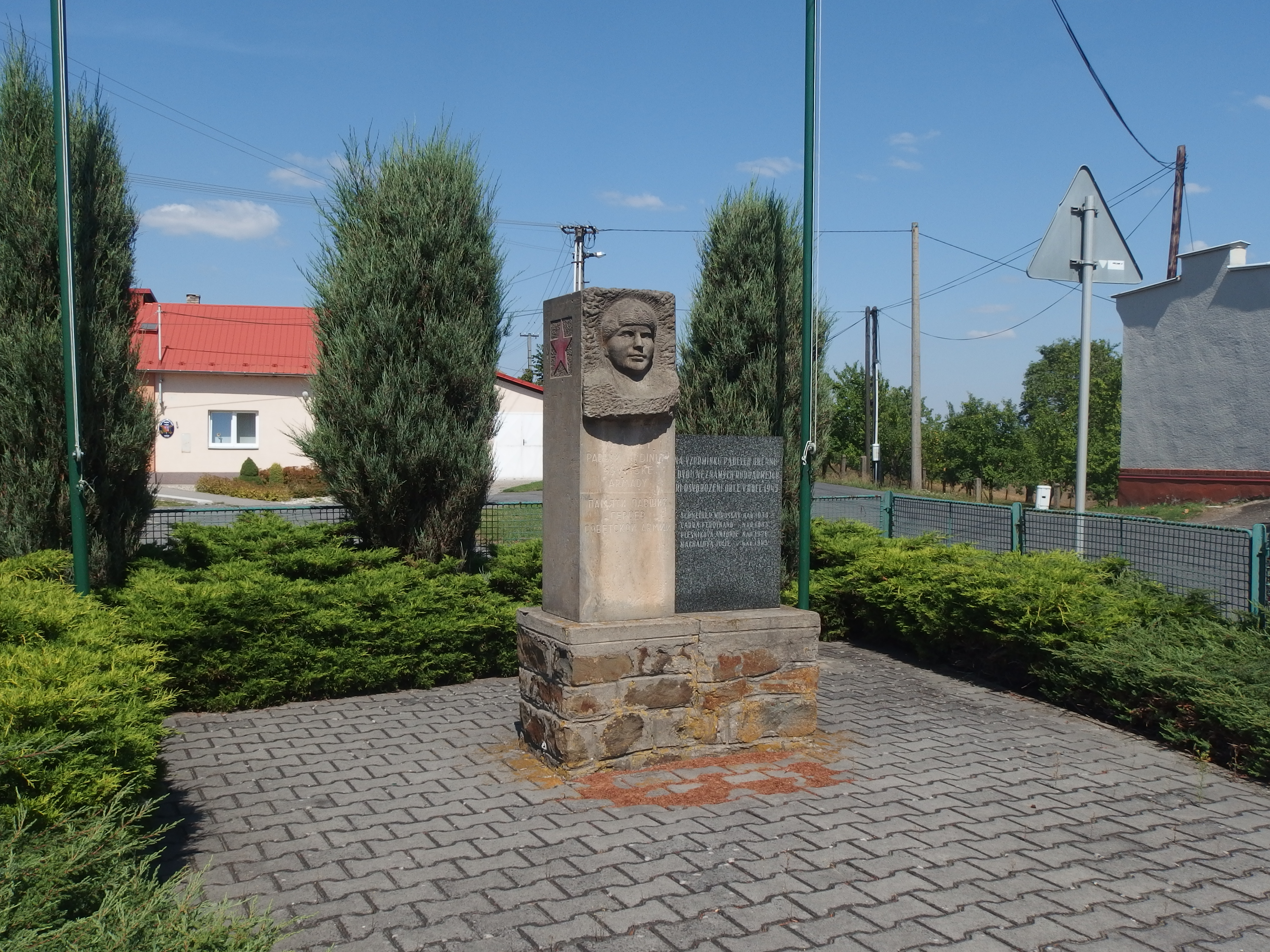
Pomník